# Raubwelse
Die Raubwelse (Clarias) stellen die Hauptgattung in der Familie der Kiemensackwelse (Clariidae) dar. Diese Gattung umfasst 54 Arten und ist als einzige in den Gewässern Afrikas, des Vorderen Orients und Südostasiens beheimatet. Da einige Vertreter dieser Gattung recht stattliche Größen von über einem Meter erreichen können, schnell wachsen, sehr fruchtbar sind und auch in Gewässern mit nicht optimalen Sauerstoffbedingungen zahlreich vorkommen, sind sie in vielen Ländern als wichtige Fleischlieferanten beliebt und von wirtschaftlicher Bedeutung für die Teichwirtschaft und das Fischereiwesen. Raubwelse sind, wie der Name bereits sagt, allesamt Raubfische, die sich in erster Linie von Fischen ernähren. Der flache Körper der Raubwelse ist bei den meisten Arten einheitlich dunkelgrau bis schwarz oder schlammbraun gefärbt. Die Rückenflosse ist ein fast den ganzen Körper überziehender Flossensaum ohne prominenten ersten Rückenflossenstachel. Die Brustflossenstachel hingegen sind sehr kräftig.

## Arten

### Afrikanische Arten
- Untergattung Anguilloclarias
  - Clarias alluaudi Boulenger, 1906
  - Blinder Höhlenwels (Clarias cavernicola) Trewavas, 1936
  - Clarias ebriensis Pellegrin, 1920
  - Clarias nigromarmoratus Poll, 1967
  - Clarias pachynema Boulenger, 1903
  - Clarias salae Hubrecht, 1881
  - Clarias submarginatus Peters, 1882
  - Clarias theodorae Weber, 1897
  - Clarias werneri Boulenger, 1906
- Untergattung Brevicephaloides
  - Clarias camerunensis Lönnberg, 1895
  - Clarias dhonti (Boulenger, 1920)
  - Clarias dumerilii Steindachner, 1866
  - Clarias engelseni (Johnsen, 1926)
  - Clarias hilli Fowler, 1936
  - Clarias laeviceps Gill, 1862
  - Clarias liocephalus Boulenger, 1898
  - Clarias longior Boulenger, 1907
- Untergattung Clarias
  - Aalraubwels (Clarias anguillaris (Linnaeus, 1758)), Typusart
  - Afrikanischer Raubwels (Clarias gariepinus) (Burchell, 1822)
- Untergattung Clarioides
  - Clarias agboyiensis Sydenham, 1980
  - Clarias albopunctatus Nichols & La Monte, 1953
  - Angolawels (Clarias angolensis) Steindachner, 1866
  - Clarias buettikoferi Steindachner, 1894
  - Clarias buthupogon Sauvage, 1879
  - Clarias gabonensis Günther, 1867
  - Clarias macromystax Günther, 1864
- Untergattung Dinopteroides
  - Clarias lamottei Daget & Planquette, 1967
  - Clarias ngamensis Castelnau, 1861
- Untergattung Platycephaloides
  - Clarias jaensis Boulenger, 1909
  - Clarias maclareni Trewavas, 1962
  - Clarias platycephalus Boulenger, 1902
  - Clarias stappersii Boulenger, 1915

### Asiatische Arten
Für die asiatischen Arten wurden keine Untergattungen aufgestellt.
- Clarias abbreviatus Valenciennes, 1840
- Clarias anfractus Ng, 1999
- Froschwels (Clarias batrachus) (Linnaeus, 1758)
- Clarias batu Lim & Ng, 1999
- Clarias brachysoma Günther, 1864
- Clarias cataractus Fowler, 1939
- Clarias dayi Hora, 1936
- Clarias dussumieri Valenciennes, 1840
- Clarias fuscus (Lacepède, 1803)
- Clarias gracilentus Ng, Hong & Tu, 2011
- Clarias insolitus Ng, 2003
- Clarias intermedius Teugels, Sudarto & Pouyaud, 2001
- Clarias kapuasensis Sudarto, Teugels & Pouyaud, 2003
- Clarias leiacanthus Bleeker, 1851
- Clarias macrocephalus Günther, 1864
- Clarias magur	(Hamilton, 1822)
- Clarias meladerma Bleeker, 1846
- Clarias microspilus Ng & Hadiaty, 2011
- Clarias microstomus Ng, 2001
- Clarias nebulosus Deraniyagala, 1958
- Clarias nieuhofii Valenciennes, 1840
- Clarias nigricans Ng, 2003
- Clarias olivaceus Fowler, 1904
- Clarias planiceps Ng, 1999
- Clarias pseudoleiacanthus Sudarto, Teugels & Pouyaud, 2003
- Clarias pseudonieuhofii Sudarto, Teugels & Pouyaud, 2004
- Clarias serniosus Ng & Kottelat, 2014
- Clarias sulcatus Ng, 2004
- Clarias teijsmanni Bleeker, 1857